# ساندرو كايزر
ساندرو كايزر (بالألمانية: Sandro Kaiser)‏ (21 سبتمبر 1989 في ألمانيا - ) هو لاعب كرة قدم ألماني في مركز الوسط. لعب مع أرمينيا بيليفيلد وإف إس في فرانكفورت وميونخ 1860 ونادي أونترهاخينغ ونادي هايدنهايم و وفرانكفورت 2 ‏ وFC Eintracht Bamberg ‏ وSpVgg Unterhaching II ‏ وTSV 1860 Munich II ‏.

## وصلات خارجية
- ساندرو كايزر على موقع قاعدة بيانات كرة القدم.إي يو (الإنجليزية)
- ساندرو كايزر على موقع بيانات كرة القدم. دي إي (الألمانية)
- ساندرو كايزر على موقع عالم كرة القدم.نت (الإنجليزية)